# Burnaby—Douglas
Pour les articles homonymes, voir Burnaby (homonymie).
Burnaby—Douglas était une circonscription électorale fédérale canadienne dans la province de la Colombie-Britannique. Elle comprenait la partie nord de la ville de Burnaby dans la région métropolitaine de Vancouver.
Sa population était de 108 891 dont 78 481 électeurs sur une superficie de 58 km2. Les circonscriptions limitrophes étaient North Vancouver, Port Moody—Westwood—Port Coquitlam, New Westminster—Coquitlam, Burnaby—New Westminster, Vancouver Kingsway et Vancouver-Est.

## Résultats électoraux
|       | Candidat            | Parti              | # de voix | % des voix |
|       | Ronald Leung        | Conservateur       | +19 932,  | 40,92 %    |
|       | Ken Low             | Libéral            | +05 451,  | 11,19 %    |
|       | Kennedy Stewart     | NPD                | +20 943,  | 43 %       |
|       | Adrianne Merlo      | Vert               | +01 754,  | 3,6 %      |
|       | George Gidora       | Communiste         | +00153,   | 0,31 %     |
|       | Brian Sproule       | Marxiste-léniniste | +00057,   | 0,12 %     |
|       | Lewis Clarke Dahlby | Libertarien        | +00420,   | 0,86 %     |
| Total | Total               | Total              | 48 710    | 100 %      |

|       | Candidat        | Parti        | # de voix | % des voix |
|       | Ronald Leung    | Conservateur | +17 139,  | 36,25 %    |
|       | Bill Cunningham | Libéral      | +09 177,  | 19,41 %    |
|       | (X)Bill Siksay  | NPD          | +17 937,  | 37,94 %    |
|       | Doug Perry      | Vert         | +02 822,  | 5,97 %     |
|       | George Gidora   | Communiste   | +00203,   | 0,43 %     |
| Total | Total           | Total        | 47 278    | 100 %      |

Bulletins rejetés : 208
Nombre total de votes : 47 486
Nombre d'électeurs inscrits : 80 483
Taux de participation (nombre total de votes / nombre d'électeurs inscrits) : 59,00 %

## Historique
La circonscription a été créée en 1996 à partir des circonscriptions de New Westminster—Burnaby et Burnaby—Kingsway. Depuis ce temps, des parties de Vancouver-Sud—Burnaby et New Westminster—Coquitlam—Burnaby ont été rajoutées à la circonscription. Abolie lors du redécoupage de 2012, elle fut redistribuée parmi Burnaby North—Seymour et Burnaby-Sud.
1. 1997-2004 — Svend Robinson, NPD
2. 2004-2011 — Bill Siksay, NPD
3. 2011-2015 — Kennedy Stewart, NPD

- NPD = Nouveau Parti démocratique

1. ↑  Élections Canada.